# Najn
Najn (hebrejsky ניין‎, arabsky نين‎, anglicky Nein) je arabská vesnice v Izraeli, v Severním distriktu, v oblastní radě Bustán al-mardž.

## Geografie
Leží v nadmořské výšce 228 metrů v Galileji, na severních svazích masivu Giv'at ha-More, nedaleko od okraje Jizre'elského údolí respektive jeho podčásti nazývané údolí Bik'at Ksulot. Z Giv'at ha-More sem stéká vádí Nachal Tevet.
Vesnice se nachází cca 6 kilometrů severovýchodně od centra Afuly ale jen 1 kilometr od okraje jejích předměstí Giv'at ha-More a Afula ha-Ce'ira, cca 80 kilometrů severovýchodně od centra Tel Avivu a cca 40 kilometrů jihovýchodně od Haify. Najn obývají izraelští Arabové, přičemž osídlení v tomto regionu je převážně židovské. Oblast s vyšším etnickým podílem Arabů začíná až na severovýchodních svazích Giv'at ha-More.
Najn je na dopravní síť napojen pomocí místní komunikace, která ústí do dálnice číslo 75.

## Dějiny
Najn bývá identifikován jako místo biblického sídla Naim, které zmiňuje Evangelium podle Lukáše coby místo konání Ježíšových zázraků.
Ve středověku místo osídlili arabští Beduíni z klanu Zuabija. Ti sem dorazili poté, co překročili řeku Jordán. Část klanu se potom usadila zde a postupně zde utvořila trvalou osadu. Evropský cestovatel, který vesnici navštívil v 19. století, ji popsal jako zanedbanou chudou osadu. V roce 1880 vyrostl v centru obce křesťanský kostel provozovaný řádem františkánů.
Po skončení britského mandátu během války za nezávislost v roce 1948 byla tato oblast ovládnuta izraelskou armádou, ale obyvatelé této vesnice nebyli vysídleni. Najn si tak zachoval svůj arabský ráz i ve státě Izrael.
V Najn sídlí úřady oblastní rady Bustán al-mardž. Funguje tu základní škola. Vesnice je obklopena přírodní rezervací, která pokrývá vrcholové partie Giv'at ha-More a je částečně zalesněna.

## Demografie
Podle údajů z roku 2014 tvořili populaci v Najn výlučně Arabové. Jde o menší sídlo vesnického typu s dlouhodobě rostoucí populací. K 31. prosinci 2014 zde žilo 1744 lidí. Během roku 2014 populace stoupla o 1,0 %.
| Rok            | 1922 | 1931 | 1945 | 1948 | 1949 | 1961 | 1972 | 1983 | 1995 |
| -------------- | ---- | ---- | ---- | ---- | ---- | ---- | ---- | ---- | ---- |
| Počet obyvatel | 157  | 189  | 270  | 259  | 254  | 430  | 545  | 755  | 1135 |

| Rok            | 2001 | 2003 | 2004 | 2005 | 2006 | 2007 | 2008 | 2009 | 2010 | 2011 | 2012 | 2013 | 2014 |
| -------------- | ---- | ---- | ---- | ---- | ---- | ---- | ---- | ---- | ---- | ---- | ---- | ---- | ---- |
| Počet obyvatel | 1450 | 1533 | 1565 | 1615 | 1641 | 1671 | 1700 | 1597 | 1628 | 1680 | 1714 | 1727 | 1744 |